# Paul Ince
Paul Ince (Ilford, London, 21. listopada 1967.) engleski je nogometni trener i bivši nogometaš. Trenutačno je bez kluba. Kao igrač igrao je na poziciji veznog.
Ince je eminentni nogometaš koji je u zadnja dva desetljeća osvojio mnoge nagrade s Manchester Unitedom, postao prvi crni kapetan engleske repezentaciji, a klupsku karijeru proveo je u 5 engleskih klubova i Interu iz Italije.